# ورزشگاه آنجالای

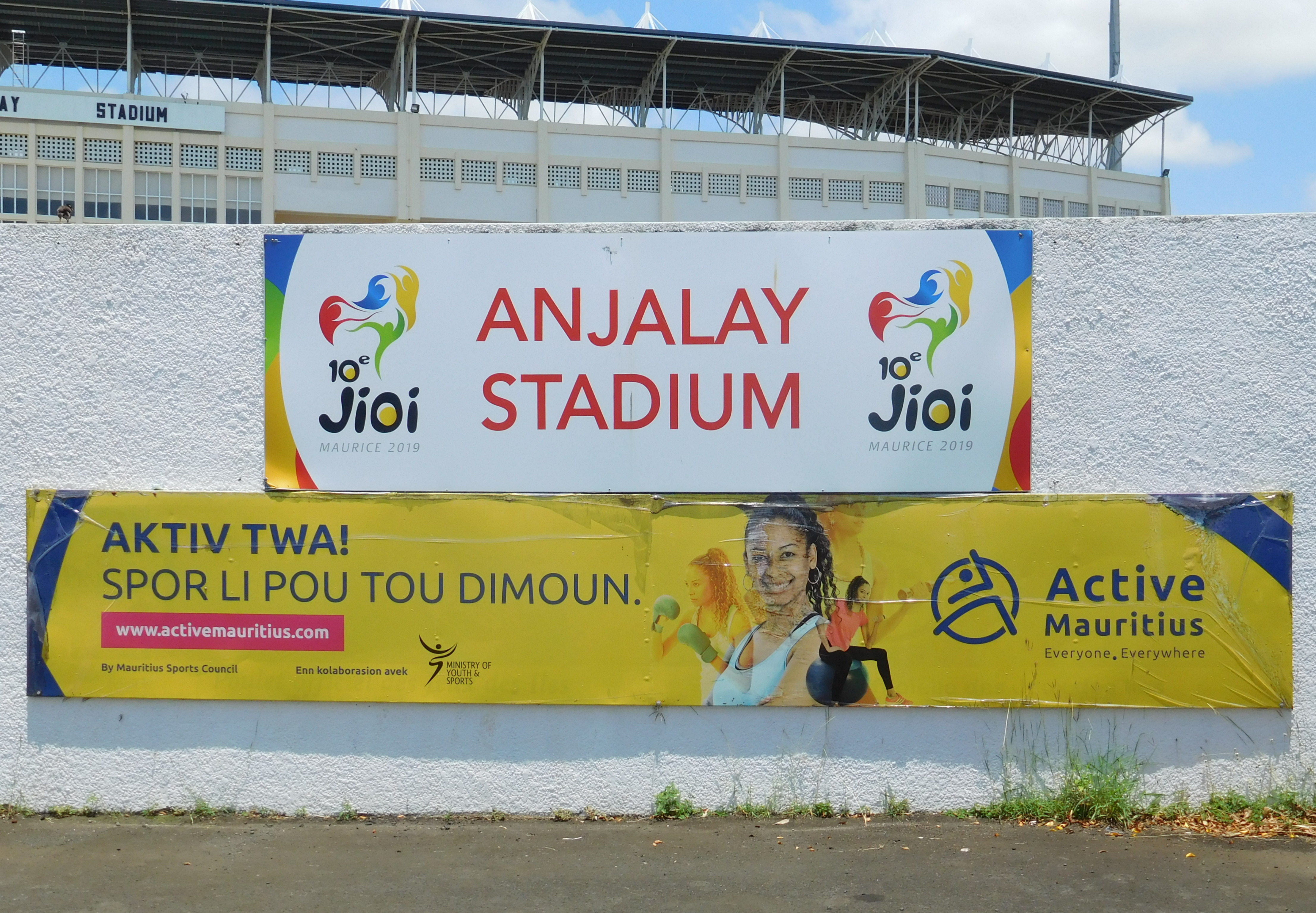
بنر ورزشگاه آنجالای

ورزشگاه آنجالای (به لاتین: Anjalay Stadium) یک ورزشگاه در موریس است که در ناحیه پامپلموسس واقع شده‌است.